# Mahamat Borgou Hassan
 (mars 2025).
Motif : source insuffisant orphelin. Simple fonctionnaire parmi des milliers d'autres. Sourçage primaire. Promotion sur commande
- Archive Wikiwix
- Bing
- Cairn
- DuckDuckGo
- E. Universalis
- Gallica
- Google
- G. Books
- G. News
- G. Scholar
- Persée
- Qwant
- (zh) Baidu
- (ru) Yandex
- (wd) trouver des œuvres sur Wikidata

| 1. | Préciser le motif de la pose du bandeau. | Précisez le motif de la pose du bandeau en utilisant la syntaxe suivante : {{admissibilité à vérifier\|date=mai 2025\|motif=remplacez ce texte par le motif}}                              |
| 2. | Informer les utilisateurs concernés.     | Pensez à avertir le créateur de l'article, par exemple, en insérant le code ci-dessous sur sa page de discussion : {{subst:avertissement admissibilité à vérifier\|Mahamat Borgou Hassan}} |

Mahamat Borgou Hassan, né en 1983 au Tchad, est un haut fonctionnaire tchadien. Il est nommé directeur général de l'École nationale d'administration (ENA) le 1er mars 2024, en remplacement de Sénoussi Hassana Abdoulaye.

## Formation
Mahamat Borgou Hassan est titulaire d’un master Recherche en informatique, télécommunication et imagerie, obtenu en 2008 à l'université Mohammed-V de Rabat, au Maroc. Il détient également une maîtrise en mathématiques appliquées de l'université Ibn Zohr d’Agadir, obtenue en 2006.

## Carrière professionnelle
Avant sa nomination à l'ENA, Mahamat Borgou Hassan a occupé plusieurs postes au sein de l’administration tchadienne. En octobre 2022, il est nommé secrétaire général adjoint à la Présidence de la République, où il assiste Gali Ngothé Gatta dans la coordination des affaires gouvernementales.
Entre novembre 2020 et août 2021, il est directeur général de l'Office national des médias audiovisuels (ONAMA), où il supervise la gestion et la modernisation de ce secteur.